# Corryocactus melanotrichus
Corryocactus melanotrichus ist eine Pflanzenart in der Gattung Corryocactus aus der Familie der Kakteengewächse (Cactaceae). Das Artepitheton melanotrichus leitet sich von den griechischen Worten melas für ‚schwarz‘ sowie thrix für ‚Haar‘ ab und verweist auf die schwarzfilzigen Areolen und die schwarzen Borsten der Blütenröhre der Art.

## Beschreibung
Corryocactus melanotrichus wächst strauchig, ist reich verzweigt und bildet kleine Gruppen mit Wuchshöhen von bis zu 4 Meter. Die aufrechten gelblich grünen Triebe weisen Durchmesser von bis zu 6 Zentimeter auf. Es sind sieben bis neun niedrige Rippen vorhanden. Die zehn bis 15 pfriemlichen, ungleichen, anfangs hellgelben bis braunen Dornen vergrauen später. Sie sind 0,7 bis 2 Zentimeter lang. Der längste von ihnen erreicht eine Länge von bis zu 3 Zentimeter.
Die etwas purpurroten Blüten sind bis zu 5 Zentimeter lang und weisen Durchmesser von 6 Zentimeter auf. Die kugelförmigen, weichen, bedornten Früchte erreichen einen Durchmesser von 6 Zentimeter.

## Verbreitung, Systematik und Gefährdung
Corryocactus melanotrichus ist in den bolivianischen Departamentos La Paz, Chuquisaca, Cochabamba, Oruro und Tarija verbreitet.
Die Erstbeschreibung als Cereus melanotrichus erfolgte 1897 durch Karl Moritz Schumann. Nathaniel Lord Britton und Joseph Nelson Rose stellten die Art 1920 in die Gattung Corryocactus. Ein nomenklatorisches Synonym ist Erdisia melanotricha (K.Schum.) Backeb. (1936).   
In der Roten Liste gefährdeter Arten der IUCN wird die Art als „Least Concern (LC)“, d. h. als nicht gefährdet geführt.

## Nachweise